# Bryce Douvier
Bryce Jonathan Douvier (* 1. Dezember 1991 in Salzburg) ist ein US-amerikanisch-österreichischer Basketballspieler.

## Laufbahn
Bryce Douviers Vater Randy Douvier war Basketball-Profi in Österreich. Nachdem die Familie in die Vereinigten Staaten zurückgekehrt war, spielte er in Sedgwick (US-Bundesstaat Kansas) Basketball an der örtlichen High School. Zwischen 2011 und 2013 spielte und studierte er an der University of Northern Colorado, ehe er sich zum Wechsel an die Texas A&M University–Corpus Christi entschloss. In der Saison 2013/14 musste er wegen der Wechselbestimmungen der NCAA pausieren und durfte nicht am Spielbetrieb teilnehmen. Zwischen 2014 und 2016 bestritt er dann 67 Einsätze für die Hochschulmannschaft und schloss seine Universitätslaufbahn mit der Saison 2015/16 ab, in der er 10,1 Punkte und 6,7 Punkte je Spiel erzielt hatte.
Sein erster Halt als Berufsbasketballspieler war der portugiesische Erstligist Ovarense Basquetebol. Er verbuchte für die Mannschaft in 35 Ligaeinsätzen im Durchschnitt 15,3 Punkte sowie 9,1 Rebounds. Im Sommer 2017 unterschrieb Douvier einen Vertrag beim italienischen Zweitligisten Blu Basket 1971 aus der Stadt Treviglio. Im Januar 2018 verließ er die Mannschaft. In 15 Ligaspielen hatte er im Schnitt 16,4 Punkte erzielt. Wenige Tage später wurde sein Wechsel zum griechischen Erstligisten Aris Thessaloniki bekannt gegeben.
Zur Saison 2018/19 wechselte Douvier zum französischen Zweitligisten Ujap Quimper. In 18 Ligaeinsätzen stand er viermal in der Anfangsaufstellung. Insgesamt erreichte er Mittelwerte von 7,4 Punkten und 2,7 Rebounds je Begegnung. Ende Februar 2019 verließ er Quimper in Richtung Spanien, dort spielte er fortan für den Zweitligisten Oviedo Club Baloncesto. Douvier blieb bis zum Ende des Spieljahres 2018/19 in Spanien, im August 2019 wurde er vom polnischen Erstligisten MKS Dąbrowa Górnicza verpflichtet.
Im Dezember 2020 nahm Douvier ein Angebot des spanischen Zweitligisten Destino Palencia an. In der Sommerpause 2021 wurde er von BC Luleå unter Vertrag genommen. Mit 18,3 Punkten je Begegnung war Douvier in der Spielzeit 2021/22 zweitbester Korbschütze der ersten schwedischen Liga. Er setzte seine Laufbahn hernach beim KK Šiauliai in Litauen fort. Dort blieb Douvier bis Ende November 2022 und wurde im Folgemonat vom italienischen Zweitligisten Juvi Cremona als Neuzugang vermeldet.
Im Sommer 2023 gab FC Argeș Pitești aus Rumänien seine Verpflichtung bekannt. Douvier war bis Ende Januar 2024 Mitglied der Mannschaft. Wenige Tage später nahm ihn der spanische Zweitligist Club Melilla Baloncesto unter Vertrag. Für die Mannschaft erzielte Douvier in 16 Ligaeinsätzen im Durchschnitt 15,5 Punkte.
Anschließend kehrte nach Polen zurück und wurde Spieler von Arka Gdynia.

### Nationalmannschaft
Im Sommer 2011 wurde Douvier in Österreichs U20-Nationalmannschaft berufen, im Juli 2017 gab er seinen Einstand in der Herren-Nationalmannschaft.